# 全国中学校柔道大会
全国中学校柔道大会（ぜんこくちゅうがっこうじゅうどうたいかい）は、毎年8月に開催される、中学生を対象とした柔道の全国大会。公益財団法人日本中学校体育連盟および公益財団法人全日本柔道連盟の主催で行われる全国中学校体育大会の一部門。

## 概要・主旨
1970年（昭和45年）に第1回大会が東京都で開催された。
第38回山形大会において、大会事務局はその目的を”この大会は、中学校教育の一環として中学校生徒に広く柔道競技実践の機会を与え、技能の向上とアマチュアスポーツ精神の高揚をはかり、心身ともに健康な中学校生徒を育成するとともに、中学校生徒の相互の親睦をはかるものである。”としている。
男子・女子で団体戦・個人戦が行われている。個人戦の部では階級別で、当初は団体戦のみで行われていたが、1984年の第15回大会以降に男子個人戦が、1991年の第22回大会以降女子個人戦が団体戦と合わせて開催されている。
2001年の第32回大会において大会初インターネット速報が行われ、2010年の第41回大会にて大会初の動画配信が行われた。
2020年に静岡で開催予定だった今大会は、新型コロナウイルスの影響で中止された。

## 歴代優勝校（団体戦）
| 回 | 年度 | 開催地           | 会場                          | 男子優勝校   | 男子優勝校 | 女子優勝校   | 女子優勝校 | 備考  |
| -- | ---- | ---------------- | ----------------------------- | ------------ | ---------- | ------------ | ---------- | ----- |
| 1  | 1970 | 東京都文京区     | 講道館                        | 藤園         | 熊本       | 実施せず     |            |       |
| 2  | 1971 | 東京都文京区     | 講道館                        | 藤園 (2)     | 熊本       | 実施せず     |            |       |
| 3  | 1972 | 東京都文京区     | 講道館                        | 藤園 (3）    | 熊本       | 実施せず     |            |       |
| 4  | 1973 | 宮城県宮崎市     | 宮崎県スポーツセンター        | 九州学院     | 熊本       | 実施せず     |            |       |
| 5  | 1974 | 東京都文京区     | 講道館                        | 東海         | 愛知       | 実施せず     |            |       |
| 6  | 1975 | 東京都文京区     | 講道館                        | 九州学院 (2) | 熊本       | 実施せず     |            |       |
| 7  | 1976 | 東京都文京区     | 講道館                        | 九州学院 (3) | 熊本       | 実施せず     |            |       |
| 8  | 1977 | 長野県佐久市     | 佐久高校体育館                | 九州学院 (4) | 熊本       | 実施せず     |            |       |
| 9  | 1978 | 東京都文京区     | 講道館                        | 小杉         | 富山       | 実施せず     |            |       |
| 10 | 1979 | 秋田県秋田市     | 秋田県立体育館                | 九州学院 (5) | 熊本       | 実施せず     |            |       |
| 11 | 1980 | 東京都文京区     | 講道館                        | 小杉 (2)     | 富山       | 実施せず     |            |       |
| 12 | 1981 | 東京都千代田区   | 日本武道館                    | 弦巻         | 東京       | 実施せず     |            |       |
| 13 | 1982 | 群馬県渋川市     | 渋川市総合公園体育館          | 荒井         | 兵庫       | 実施せず     |            |       |
| 14 | 1983 | 福岡県福岡市     | 福岡市民体育館                | 曽根         | 福岡       | 実施せず     |            |       |
| 15 | 1984 | 滋賀県大津市     | 滋賀県立体育館                | 宝殿         | 兵庫       | 実施せず     |            |       |
| 16 | 1985 | 北海道滝川市     | 滝川市スポーツセンター        | 弦巻 (2)     | 東京       | 実施せず     |            |       |
| 17 | 1986 | 千葉県千葉市     | 千葉県体育館                  | 田原         | 福岡       | 実施せず     |            |       |
| 18 | 1987 | 静岡県静岡市     | 草薙総合運動場体育館          | 田原 (2)     | 福岡       | 実施せず     |            |       |
| 19 | 1988 | 山形県山辺町     | 山辺町民総合体育館            | 九州学院 (6) | 熊本       | 実施せず     |            |       |
| 20 | 1989 | 島根県松江市     | 松江市立総合体育館            | 九州学院 (7) | 熊本       | 実施せず     |            |       |
| 21 | 1990 | 香川県高松市     | 高松市総合体育館              | 国士舘       | 東京       | 実施せず     |            |       |
| 22 | 1991 | 福岡県福岡市     | 福岡市民体育館                | 弦巻 (3)     | 東京       | 実施せず     |            |       |
| 23 | 1992 | 富山県小杉町     | 小杉町民総合体育センター      | 弦巻(4)      | 東京       | 実施せず     |            |       |
| 24 | 1993 | 兵庫県高砂市     | 高砂市総合体育館              | 国士舘 (2)   | 東京       | 実施せず     |            |       |
| 25 | 1994 | 北海道函館市     | 函館市民体育館                | 弦巻 (5)     | 東京       | 実施せず     |            |       |
| 26 | 1995 | 茨城県水戸市     | 茨城県武道館                  | 国士舘 (3)   | 東京       | 実施せず     |            |       |
| 27 | 1996 | 岐阜県岐阜市     | 岐阜メモリアルセンター        | 国士舘 (4)   | 東京       | 実施せず     |            |       |
| 28 | 1997 | 愛媛県今治市     | 今治市営体育館                | 国士舘 (5)   | 東京       | 実施せず     |            |       |
| 29 | 1998 | 秋田県秋田市     | 秋田市立体育館                | 弦巻 (6)     | 東京       | 夙川学院     | 兵庫       |       |
| 30 | 1999 | 福井県福井市     | 福井県立武道館                | 国士舘 (6)   | 東京       | 夙川学院 (2) | 兵庫       |       |
| 31 | 2000 | 大分県大分市     | 大分県立総合体育館            | 大成         | 愛知       | 相原         | 神奈川     |       |
| 32 | 2001 | 島根県浜田市     | 島根県立体育館                | 清風         | 大阪       | 香長         | 高知       |       |
| 33 | 2002 | 兵庫県姫路市     | 兵庫県立武道館                | 国士舘 (7)   | 東京       | 吉川南       | 埼玉       | [ 4 ] |
| 34 | 2003 | 北海道札幌市     | 北海道立総合体育センター      | 国士舘 (8)   | 東京       | 山鹿         | 熊本       | [ 5 ] |
| 35 | 2004 | 埼玉県上尾市     | 埼玉県立武道館                | 国士舘 (9)   | 東京       | 相原(2)      | 神奈川     |       |
| 36 | 2005 | 愛知県名古屋市   | 名古屋市総合体育館            | 大成 (2)     | 愛知       | 川口西       | 埼玉       | [ 6 ] |
| 37 | 2006 | 高知県南国市     | 南国市立スポーツセンター      | 大成 (3)     | 愛知       | 藍           | 兵庫       | [ 7 ] |
| 38 | 2007 | 山形県天童市     | 山形県総合運動公園 総合体育館 | 大成 (4)     | 愛知       | 敬愛         | 福岡       | [ 8 ] |
| 39 | 2008 | 石川県白山市     | 松任総合運動公園体育館        | 大成 (5)     | 愛知       | 相原 (3)     | 神奈川     |       |
| 40 | 2009 | 沖縄県那覇市     | 沖縄県立武道館                | 企救         | 福岡       | 相原 (4)     | 神奈川     |       |
| 41 | 2010 | 島根県松江市     | 松江市総合体育館              | 国士舘 (10)  | 東京       | 大刀洗       | 福岡       |       |
| 42 | 2011 | 和歌山県和歌山市 | 和歌山ビッグホエール          | 国士舘 (11)  | 東京       | 香長 (2)     | 高知       |       |
| 43 | 2012 | 神奈川県川崎市   | とどろきアリーナ              | 小野         | 兵庫       | 大成         | 愛知       |       |
| 44 | 2013 | 三重県伊勢市     | 三重県営サンアリーナ          | 国士舘 (12)  | 東京       | 大成 (2)     | 愛知       |       |
| 45 | 2014 | 愛媛県松山市     | 愛媛県武道館                  | 国士舘 (13)  | 東京       | 大成 (3)     | 愛知       |       |
| 46 | 2015 | 北海道函館市     | 函館アリーナ                  | 安田学園     | 東京       | 田主丸       | 福岡       |       |
| 47 | 2016 | 新潟県上越市     | リージョンプラザ上越          | 国士舘 (14)  | 東京       | 広陵         | 奈良       |       |
| 48 | 2017 | 福岡県福岡市     | 福岡国際センター              | 大成 (6)     | 愛知       | 広陵 (2)     | 奈良       |       |
| 49 | 2018 | 広島県広島市     | 広島県立総合体育館            | 埼玉栄       | 埼玉       | 大成 (4)     | 愛知       |       |
| 50 | 2019 | 兵庫県姫路市     | 兵庫県立武道館                | 埼玉栄 (2)   | 埼玉       | 五條東       | 奈良       |       |
| 52 | 2021 | 群馬県前橋市     | ALSOKぐんまアリーナ           | 国士舘 (15)  | 東京       | 敬愛 (2)     | 福岡       |       |
| 53 | 2022 | 福島県須賀川市   | 須賀川アリーナ                | 大成 (7)     | 愛知       | 佐久長聖     | 長野       |       |
| 54 | 2023 | 徳島県鳴門市     | アミノバリューホール          | 東海大相模   | 神奈川     | 五條東 (2)   | 奈良       |       |
| 55 | 2024 | 長野県佐久市     | 長野県立武道館                | 埼玉栄 (3)   | 埼玉       | 五條東 (3)   | 奈良       |       |
| 56 | 2025 | 福岡県福岡市     | 福岡市総合体育館              | 埼玉栄 (4)   | 埼玉       | 五條東 (4)   | 奈良       |       |
| 57 | 2026 | 岡山県岡山市     | ジップアリーナ岡山            |              |            |              |            |       |

## 個人戦
1984年の第15回大会以降に男子個人戦が、1991年の第22回大会以降女子個人戦が団体戦と合わせて開催されている。当初は男女とも全4階級で行われていたが（男子は55kg級、65kg級、78kg級、78kg超級、女子は48kg級、52kg級、56kg級、56kg超級）、2000年の第31回大会より国際基準に則り、男女とも全7階級で行われている（男子は55kg級、60kg級、66kg級、73kg級、81kg級、90kg級、90kg超級、女子は44kg級、48kg級、52kg級、57kg級、63kg級、70kg級、70kg超級）。
以下、国際大会で活躍した著名選手のみ記す。
| 回 | 年度 | 開催地           | 会場                          | 男子個人戦入賞 | 女子個人戦入賞 |
| -- | ---- | ---------------- | ----------------------------- | --- | --- |
| 15 | 1984 | 滋賀県大津市     | 滋賀県立体育館                | 吉田秀彦（65kg級2位） | 実施せず |
| 16 | 1985 | 北海道滝川市     | 滝川市スポーツセンター        | 秦光秀（78kg級優勝） 中村佳央（78kg級2位）                                                                                        | 実施せず |
| 17 | 1986 | 千葉県千葉市     | 千葉県体育館                  | | 実施せず |
| 18 | 1987 | 静岡県静岡市     | 草薙総合運動場体育館          | 南條充寿（55㎏級2位） 真喜志慶治（78kg超級2位）                                                                                   | 実施せず |
| 19 | 1988 | 山形県山辺町     | 山辺町民総合体育館            | 園田隆二（55kg級優勝） 真喜志慶治（78kg超級3位）                                                                                  | 実施せず |
| 20 | 1989 | 島根県松江市     | 松江市立総合体育館            | 瀧本誠（78kg級優勝） | 実施せず |
| 21 | 1990 | 香川県高松市     | 高松市総合体育館              | | 実施せず |
| 22 | 1991 | 福岡県福岡市     | 福岡市民体育館                | | 日下部基栄（52kg級優勝） 阿武教子（56kg超級優勝） |
| 23 | 1992 | 富山県小杉町     | 小杉町民総合体育センター      | 内柴正人（55kg級2位） | 日下部基栄（56kg級優勝） |
| 24 | 1993 | 兵庫県高砂市     | 高砂市総合体育館              | 内柴正人（65kg級優勝） 井上康生（78kg超級優勝）                                                                                   | 日下部基栄（56kg級優勝） 薪谷翠（56kg超級優勝） 一見理沙（56kg超級2位） |
| 25 | 1994 | 北海道函館市     | 函館市民体育館                | | 前田桂子（56kg級3位） 薪谷翠（56kg超級優勝） |
| 26 | 1995 | 茨城県水戸市     | 茨城県武道館                  | | 徳久瞳（52kg級2位） 薪谷翠（56kg超級2位） |
| 27 | 1996 | 岐阜県岐阜市     | 岐阜メモリアルセンター        | 高松正裕（65kg級優勝） | 徳久瞳（52kg級2位） 風戸晴子（56kg超級2位） |
| 28 | 1997 | 愛媛県今治市     | 今治市営体育館                | 高井洋平（78kg超級優勝） | 徳久瞳（56kg級優勝） |
| 29 | 1998 | 秋田県秋田市     | 秋田市立体育館                | | 西田優香（48kg級優勝） 佐藤愛子（52kg級3位） 上野順恵（56kg級2位） |
| 30 | 1999 | 福井県福井市     | 福井県立武道館                | 平岡拓晃（55kg級2位） 穴井隆将（78kg級優勝）                                                                                      | 國原頼子（56kg級3位） 池田ひとみ（56kg超級優勝） |
| 31 | 2000 | 大分県大分市     | 大分県立総合体育館            | 秋本啓之（55kg級2位） | 福見友子（48kg級優勝） 西田優香（52kg級優勝） 平井希（57kg級2位） 國原頼子（57kg級3位） 池田ひとみ（70㎏級2位）                                                                        |
| 32 | 2001 | 島根県浜田市     | 島根県立体育館                | 石井慧（90kg超級3位） | 山岸絵美（44kg級優勝） 松本薫（44kg級3位） 平井希（63kg級優勝） |
| 33 | 2002 | 兵庫県姫路市     | 兵庫県立武道館                | 小林大輔（90kg超級優勝） | 浅見八瑠奈（44kg級3位） 伊部尚子（48kg級2位） 松本薫（52kg級優勝） 白石のどか（70㎏超級2位）                                                                                           |
| 34 | 2003 | 北海道札幌市     | 北海道立総合体育センター      | 吉田優也（90kg級3位） | 中村美里（44kg級優勝） 近藤香（44kg級2位） 浅見八瑠奈（48kg級2位） 田知本遥（63kg級3位） 田知本愛（70kg超級2位）                                                                       |
| 35 | 2004 | 埼玉県上尾市     | 埼玉県立武道館                | 山本浩史（55kg級2位） 森下純平（60kg級3位） 海老沼匡（66kg級優勝） 中矢力（73kg級2位） 吉田優也（90kg級優勝） 百瀬優（90kg級2位） | 上野巴恵（63kg級優勝） 田知本遥（63kg級2位） |
| 36 | 2005 | 愛知県名古屋市   | 名古屋市総合体育館            | 森下純平（66kg級優勝） 橋本壮市 (66kg級3位) 西山大希（81kg級3位）                                                                 | 緒方亜香里（63kg級3位） |
| 37 | 2006 | 高知県南国市     | 南国市立スポーツセンター      | 志々目徹（55kg級2位） 高上智史（60kg級優勝） 伊左次雄介（66kg級優勝） 橋本壮市 (73kg級2位) 羽賀龍之介（90㎏級3位）                | 佐野賀世子（63kg級3位） ヌンイラ華蓮（70㎏級優勝） 佐藤瑠香（70kg超級優勝） |
| 38 | 2007 | 山形県天童市     | 山形県総合運動公園 総合体育館 | 丸山城志郎（60kg級優勝） 丸山剛毅（90kg級優勝） 王子谷剛志（90kg超級3位）                                                         | 遠藤宏美（48kg級優勝） 武村綾華（57kg級優勝） 田代未来（57kg級2位） 佐野賀世子（63kg級3位） 井上愛美（70kg超級3位）                                                                    |
| 39 | 2008 | 石川県白山市     | 松任総合運動公園体育館        | 高藤直寿（60kg級優勝） 大島優磨（60kg級2位） 丸山城志郎（66kg級優勝）                                                             | 出口クリスタ（44㎏級3位） 岡本理帆（44kg級3位） 宮川拓美（52kg級優勝） 田代未来（63kg級優勝） 佐野賀世子（63kg級2位）                                                                  |
| 40 | 2009 | 沖縄県那覇市     | 沖縄県立武道館                | 大島優磨（60kg級優勝） | 岡本理帆（44kg級2位） 玉置桃（48kg級優勝） 田代未来（63kg級優勝） 津金恵（63kg級2位） 梅木真美（70㎏級3位）                                                                            |
| 41 | 2010 | 島根県松江市     | 松江市総合体育館              | 佐藤和哉（90㎏級2位） | 近藤亜美（48㎏級優勝） 出口クリスタ（52㎏級3位） 芳田司（57㎏級優勝） 嶺井美穂（57㎏級2位） 鍋倉那美（57㎏級3位） 津金恵（63kg級2位） 池絵梨菜（63㎏級3位） 朝比奈沙羅（70kg超級優勝） |
| 42 | 2011 | 和歌山県和歌山市 | 和歌山ビッグホエール          | 阿部一二三（55㎏級優勝） | 武田亮子（48㎏級3位） 池絵梨菜（63㎏級優勝） 嶺井美穂（63㎏級2位） 新添左季（63㎏級3位）                                                                                               |
| 43 | 2012 | 神奈川県川崎市   | とどろきアリーナ              | 古賀玄暉（50㎏級2位） 阿部一二三（60㎏級優勝） 古賀颯人（73㎏級優勝） 藤原崇太郎（81kg級優勝）                                    | 武田亮子（48㎏級優勝） 鍋倉那美（63㎏級優勝） 嶺井美穂（63㎏級2位） |
| 44 | 2013 | 三重県伊勢市     | 三重県営サンアリーナ          | 古賀玄暉（55㎏級優勝） 藤原崇太郎（81kg級優勝） 飯田健太郎（81kg級2位）                                                           | 武田亮子（52㎏級優勝） 舟久保遥香（57㎏級優勝） 素根輝（70㎏超級2位） |
| 45 | 2014 | 愛媛県松山市     | 愛媛県武道館                  | 村尾三四郎（73kg級3位） 関根聖隆（90kg級2位）                                                                                     | 古賀若菜（40㎏級優勝） 金知秀（48kg級3位） 富沢佳奈（52㎏級優勝） 阿部詩（52㎏級2位） 古賀ひより（52㎏級3位） 素根輝（70㎏超級優勝）                                                   |
| 46 | 2015 | 北海道函館市     | 函館アリーナ                  | 村尾三四郎（81kg級優勝） | 古賀若菜（44㎏級優勝） 阿部詩（52㎏級優勝） 古賀ひより（52㎏級2位） 五十嵐日菜（57㎏級3位） 素根輝（70㎏超級優勝）                                                                     |
| 47 | 2016 | 新潟県上越市     | リージョンプラザ上越          | 田中龍馬（55kg級優勝） 斉藤立（90kg超級優勝）                                                                                     | 古賀若菜（48㎏級2位） 五十嵐日菜（57㎏級優勝） |
| 48 | 2017 | 福岡県福岡市     | 福岡国際センター              | | 池田海実（ホ・ミミ）（52㎏級優勝） |
| 49 | 2018 | 広島県広島市     | 広島県立総合体育館            | 田中龍雅（50kg級3位） | |
| 50 | 2019 | 兵庫県姫路市     | 兵庫県立武道館                | 田中龍雅（50kg級3位） | |
| 52 | 2021 | 群馬県前橋市     | ALSOKぐんまアリーナ           | | |
| 53 | 2022 | 福島県須賀川市   | 須賀川アリーナ                | | |
| 54 | 2023 | 徳島県鳴門市     | アミノバリューホール          | | |
| 55 | 2024 | 長野県佐久市     | 長野県立武道館                | | |
| 56 | 2025 | 福岡県福岡市     | 福岡市総合体育館              | | |